# Bronisław Seichter
Bronisław Jan Seichter (ur. 12 lipca 1902 w Krakowie, zm. 30 września 1965 w Opolu) – polski piłkarz, pomocnik.

## Życiorys
Był pierwszoligowym piłkarzem Polonii Warszawa. W reprezentacji Polski debiutował w rozegranym 10 czerwca 1928 spotkaniu ze Stanami Zjednoczonymi, które Polska zremisowała 3:3. Drugi i ostatni raz zagrał w 1930.